# Sarūrān
Sarūrān (persiska: سروران) är en ort i Iran.   Den ligger i provinsen Kermanshah, i den nordvästra delen av landet, 400 km väster om huvudstaden Teheran. Sarūrān ligger 1 322 meter över havet och antalet invånare är 111.
Terrängen runt Sarūrān är varierad. Runt Sarūrān är det ganska tätbefolkat, med 185 invånare per kvadratkilometer. Närmaste större samhälle är Varmenjeh, 5,8 km öster om Sarūrān. Trakten runt Sarūrān består till största delen av jordbruksmark.